# Премія НСКУ 2014
1-ша церемонія вручення Премії Національної спілки кінематографістів України найкращим українським фільмам 2013 року відбулася 15 травня 2014 року в Будинку кіно в Києві, Україна.
Премію було вручено у 5-ти номінаціях. Фільм «Хайтарма» реж.а Ахтема Сеїтаблаєва став переможцем у номінаціях Найкращий фільм 2013 року та Найкращий ігровий фільм.

## Список лауреатів та номінантів

### Найкращий фільм 2013 року
| «Хайтарма» реж. Ахтем Сеїтаблаєв                                                    |
| «Лариса Кадочникова. Автопортрет», реж-ри Лариса Кадочникова, Дмитро Томашпольський |
| «Металобрухт», реж. Д. Глухенький                                                   |

### Найкращий ігровий фільм
| «Хайтарма» реж. Ахтем Сеїтаблаєв                                       |
| «F63.9 Хвороба кохання», реж.и Олена Дем'яненко, Дмитро Томашпольський |
| «Креденс», реж. Валентин Васянович                                     |

### Найкращий неігровий фільм
| «Лариса Кадочникова. Автопортрет» реж.и Лариса Кадочникова, Дмитро Томашпольський |
| «Пам'ятник, який створив Лук'ян», реж. А. Рожен                                   |
| «Позитив», реж. П. Кельм                                                          |
| «Табір», реж. О. Балагура                                                         |

### Найкращий анімаційний фільм
| «Крамниця співочих пташок» реж. А. Лавренішин |
| «№ 201», реж. О. Педан                        |
| «Чорнозем», реж. С. Коваль                    |

### Найкращий фільм-дебют
| «Доро́га» реж. Максим Ксьонда               |
| «Помин», реж. Ірина Цілик                  |
| «Уроки української», реж. Руслан Батицький |